# Szerettem másképp is
A Szerettem másképp is (norvég nyelven: Mannen som elsket Yngve) egy norvég nyelvű könyv (2003), illetve az abból készült filmadaptáció. A könyvet és a film forgatókönyvét Tore Renberg írta.

## Könyv

### Tartalom
1. A Mathias Rust Band
2. Egy szép fiú
3. Hebbelille apja meghalt
4. 1990. január 20. szombat
5. A dalai láma Finnmarkba érkezik
6. Megváltozom
7. Vasárnap apával sportközvetítést hallgatok
8. Szocialista vagy?
9. Azt hiszem, minden rendbe jön
10. Sátánkurva anarchiakommandó
11. Nem lehetek egyszerre három helyen
12. Megjátszom magam
13. Ennyit mondok: kő, kavics, homok
14. 1990. február 3. szombat
15. Szégyelld magad, Jarle Klepp!
16. Nem feküdhetnénk le még egyszer, utoljára?
17. Meglepetés
18. Kutya a Rennesøy-fok fölött
|  | Alább a cselekmény részletei következnek! |

1989, Norvégia, Stavanger: a világtörténelem nagy változásokon esik át. Ebben a nagyszerű korban él Jarle Klepp és barátai, akik a stavangeri Kongsgård gimnáziumba járnak. Egy nap aztán új fiú érkezik az osztályba, Yngve. A szőke hajú, szolid kinézetű és okos srác hamar felkelti a többiek érdeklődését, ám megpróbál a háttérben maradni. Jarle és legjobb barátja, Helge eközben megalapítják saját együttesüket, a Mathias Rust Band-et. Egyszer aztán nagy lehetőséget kapnak: felléphetnek egy helyi rendezvényen. Mivel ez a zenekar első fellépése, mindenki belead apait-anyait; kivéve Jarle. Ő inkább Yngvevel foglalatoskodik, hiszen rengeteget jár vele teniszezni. Helge aztán rájön a turpisságra, és emiatt baráti kapcsolatuk egy kis időre összeomlik. Később megtörténik a fellépés: az első dal még minden gond nélkül lemegy, ám a másodikra a zenekar tagjai a korábban elszívott füves cigiktől összeesnek. Mintegy elmenekülvén a helyszínről, egy közeli házibuliban kötnek ki, ahol Jarle részegen bevallja Yngvenek, hogy szereti. Yngve szintén szerelmet vall, ám ekkor előjön Jarle részeg éne, és kikelve magából elüldözi Yngvet. Pár nap múlva Yngve és családja elköltöznek a városból.
Bő 20 évvel később Jarle hazalátogat anyjához, akitől megtudja, hogy Yngve azon az este olyan szkizofrén rohamot kapott, hogy már nem volt visszaút, be kellett őt zárni. Megtudja, hogy egy közeli otthonban él, ezért felkeresi, hogy elmondja végre: szereti.
|  | Itt a vége a cselekmény részletezésének! |

### Kiadás
A könyvet magyar nyelvre Ambrus Orsolya fordította. A József Attila Kör és a L'Harmattan kiadó gondozásában jelent meg 2009-ben. Ez a mű a József Attila Kör világirodalmi sorozatának 51. darabja.

## Film
A könyv és a film között igen lényeges eltérések tapasztalhatóak. A film csak a történet legfőbb részeit mutatja be, az alábbi részeket azonban kihagyja:
- Yngve kapcsolata az iskolához és a városhoz
- Jarle apjának látogatása
- A Mathias Rust Band koncertjét követő házibuli
- Jarle és Helge összeveszése

A fenti részletek hiánya miatt a néző számára a film összecsapott, siettetettnek tűnik. Elsősorban emiatt kapott a film rengeteg kritikát.
A filmet 2008. november 15-én mutatták be először Norvégiában, Magyarországon 2010. október 4-én.
A film nemzetközi megnevezése: The Man Who Loved Yngve.
A bemutatót követően 2008-ban 4 Amanda-díjat és 3 jelölést is kapott:
- Díjak: Legjobb fiatal film, Legjobb rendezés, Legjobb vágás, Legjobb mozifilm
- Jelölések: Legjobb színész (Rolf Kristian Larsen), Legjobb mellékszínész (Arthur Berning), Legjobb mellékszínésznő (Ida Elise Broch)

## Magyarul
- Szerettem másképp is; ford. Ambrus Orsolya, utószó Dunajcsik Mátyás; JAK–L'Harmattan, Bp., 2009 (JAK világirodalmi sorozat)